# Бюсі-Шардоне
Бюсі-Шардоне (фр. Bussy-Chardonney) — колишня громада  в Швейцарії в кантоні Во, округ Морж. 2021 року громади Апль, Бюсі-Шардоне, Котан, Панпіньї, Ревероль і Севері об'єдналися в громаду Отморж.

## Географія
Громада розташована на відстані близько 90 км на південний захід від Берна, 15 км на захід від Лозанни.
Бюсі-Шардоне має площу 3,1 км², з яких на 10,5% дозволяється будівництво (житлове та будівництво доріг), 80,9% використовуються в сільськогосподарських цілях, 8,6% зайнято лісами, 0% не є продуктивними (річки, льодовики або гори).

## Демографія
2019 року в громаді мешкало 384 особи (+1,3% порівняно з 2010 роком), іноземців було 15,6%. Густота населення становила 125 осіб/км².
За віковим діапазоном населення розподілялося таким чином: 23,4% — особи молодші 20 років, 58,6% — особи у віці 20—64 років, 18% — особи у віці 65 років та старші. Було 151 помешкань (у середньому 2,5 особи в помешканні).
Із загальної кількості 76 працівників 29 було зайнятих в первинному секторі, 6 — в обробній промисловості, 41 — в галузі послуг.